# Christian Fredrik Malmsjö
Christian Fredrik Malmsjö, född 12 juni 1798, död 18 juli 1879 i Danviks hospital och Sicklaö församling, Stockholms stad, var en svensk pukslagare vid Kungliga hovkapellet.

## Biografi
Christian Fredrik Malmsjö föddes 12 juni 1798. Han var elev på cello 1 oktober 1816. Malmsjö anställdes 1 juli 1820 som pukslagare vid Kungliga hovkapellet i Stockholm och slutade där 1 juli 1853. Han gifte sig med Carolina Sofia Nyström (död 1842). Malmsjö avled 18 juli 1879.